# جون وليامز (لاعب دوري الرغبي)
جون وليامز (بالإنجليزية: John Williams)‏ هو لاعب دوري الرغبي أسترالي، ولد في 5 يناير 1985 في سيدني في أستراليا.